# قرار مجلس الأمن التابع للأمم المتحدة رقم 1069
قرار مجلس الأمن التابع للأمم المتحدة رقم 1069، المتخذ بالإجماع في 30 تموز / يوليو 1996، بعد التذكير بالقرارات السابقة بشأن كرواتيا بما في ذلك القرار 1037 (1996) الذي أنشأ سلطة الأمم المتحدة الانتقالية في سلافونيا الشرقية وبارانيا وسيرميوم الغربية والقرار 1043 (1996) وبعد الإذن بنشر مراقبين عسكريين، مدد المجلس نشر 100 مراقب عسكري مع سلطة الأمم المتحدة الانتقالية لمدة ستة أشهر أخرى حتى 15 يناير 1997.

## روابط خارجية
- نص القرار في undocs.org